# Big Pineapple

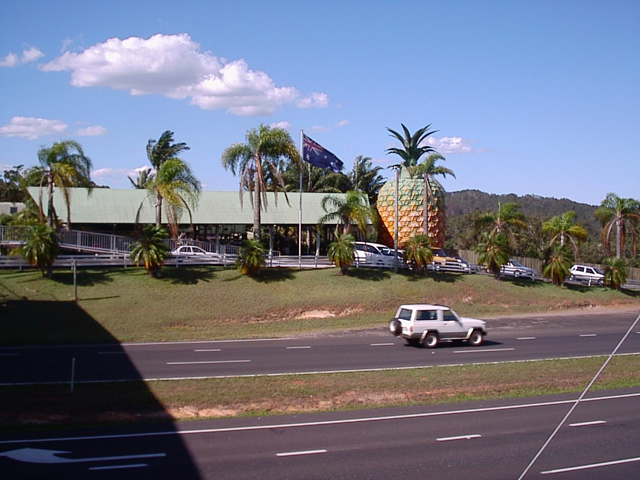
De Big Pineapple

De Big Pineapple is een toeristische attractie en tevens ananasplantage vlak bij Nambour, Queensland in Australië. Er zijn rondritten over de ananasplantage, souvenirwinkeltjes, restaurants en tentoonstellingen.
De Big Pineapple is 16 meter hoog en werd in 1971 voor het publiek geopend. De toegang is gratis. Een concurrerende Big Pineapple bevindt zich bij een niet meer gebruikt tankstation in Gympie, 100 kilometer noordwaarts.